# Stawnycia
Stawnycia (ukr. Ставниця) – wieś na Ukrainie, w obwodzie chmielnickim, w rejonie chmielnickim, w hromadzie Międzybóż. W 2001 liczyła 1121 mieszkańców, spośród których 1080 wskazało jako ojczysty język ukraiński, a 31 rosyjski.